# 拂方町
拂方町（日语：／ Haraikatamachi */?）是東京都新宿區的町名。未實施住居表示。2013年8月1日為止的人口有841人。郵遞區號162-0841。

## 地理
位於新宿區東北部。東北接若宮町，東臨市谷砂土原町，南連市谷鷹匠町，西臨納戶町，西北通南町。牛込中央通通過町內。

## 歷史
拂方町與相鄰的市谷砂土原町、市谷船河原町在江戶時代是大名屋敷，明治時代起成為都心部有名的高級住宅街，元祖山之手地區之一。

### 地名由來
因此地有御納戶役払方同心的組屋敷而得名。御納戶役負責將軍財物的出納管理，而払方是御納戶役中處理下賜金、下賜品的役職。

## 交通
町域內沒有鐵路車站，可利用市谷站、都營大江戶線牛込神樂坂站、東西線神樂坂站。

## 備註
1. ↑  『角川日本地名大辞典 13　東京都』、角川書店、1991年再版、P878
2. ↑  .   [2013-08-10]. （原始内容存档于2014-08-19）.

## 外部連結
- 新宿區役所 （页面存档备份，存于）